# Arianna Barbieri
Pour les articles homonymes, voir Barbieri.
Arianna Barbieri (née le 23 février 1989 à Camposampiero) est une nageuse italienne, spécialiste du dos.

## Biographie
Arianna Barbieri obtient trois médailles d'argent lors des championnats d'Europe de natation à Debrecen en 2012.